# Oberonia santapaui
Oberonia santapaui är en orkidéart som beskrevs av Zarir Jamasji Kapadia. Oberonia santapaui ingår i släktet Oberonia och familjen orkidéer. Inga underarter finns listade i Catalogue of Life.